# Xã Sugarcreek, Quận Armstrong, Pennsylvania
Xã Sugarcreek (tiếng Anh: Sugarcreek Township) là một xã thuộc quận Armstrong, tiểu bang Pennsylvania, Hoa Kỳ. Năm 2010, dân số của xã này là 1.539 người.